# O. G. Style
O.G. Style (bürgerlich: Eric Woods; * 5. Juli 1970 in Houston, Texas; † 2. Januar 2008 ebenda) war ein US-amerikanischer Gangsta-Rapper.

## Biografie
Woods begann seine Karriere 1986 unter dem Pseudonym Prince Ezzy-E. Als er in den späten 1980ern mit dem DJ Big Boss das Duo O.G. Style gründete, benannte er sich in Original E um, auch um Verwechselungen mit Eazy-E vorzubeugen. Das 1991er Debütalbum des Duos  I Know How to Play 'Em! enthielt den Charterfolg  Catch ’Em Slippin’. Das Album selbst erreichte Platz #69 der US-Billboard-Hip-Hop-Charts. Das Album ist heute eine gesuchte Rarität.
Als DJ Big Boss die Gruppe verließ, übernahm Woods das Pseudonym O.G. Style. Er veröffentlichte 2000 und 2005 zwei Soloalben, konnte jedoch keinen größeren Erfolg verbuchen. Trotzdem gilt er für die Houstoner Rap-Szene als „Hip-Hop Pioneer“ und hatte großen Einfluss auf Rapper wie Bun B und K-Rino.
2007 begann er mit Produzenten Smurk an einem neuen Album zu arbeiten. Am 2. Januar 2008 wurde er in das St. Luke’s Episcopal Hospital eingeliefert und starb dort an den Folgen einer Hirnblutung. Das noch nicht fertiggestellte Album soll posthum von seinen Söhnen veröffentlicht werden.

## Diskografie
- 1991: I Know How to Play ’Em
- 2000: I Still Know How to Play ’Em
- 2005: Return of da Game